# Inter ea
Inter ea è un'enciclica di papa Gregorio XVI, pubblicata il 1º aprile 1842, nella quale il Pontefice si lamenta che in diverse regioni svizzere siano state promulgate leggi che danneggiano i monasteri, i cui beni sono stati confiscati dallo Stato e messi all'asta; protesta contro le disposizioni adottate, e si augura che i cattolici che hanno cooperato a tali provvedimenti ritornino sui loro passi, associandosi a coloro che si sono pubblicamente opposti alle leggi contrarie agli interessi della Chiesa.